# The Fabulous Furry Freak Brothers
The Fabulous Furry Freak Brothers sind die Helden einer gleichnamigen Comicserie (1968–1992) des amerikanischen Zeichners Gilbert Shelton. Die Geschichten beleuchten den Alltag von drei Aussteigern (bzw. Hippies oder Freaks) und die alternative Szene im San Francisco der späten 1960er bis frühen 1990er Jahre auf humorvolle und satirische Weise.

## Entstehung und Veröffentlichung
Die The Freak Brothers erschienen erstmals im Mai 1968 auf einem Flyer für den Kurzfilm The Texas Hippies March on the Capitol als Beilage in der in Austin (Texas) erschienen Underground-Zeitung The Rag.
Diese Comicserie erfreute sich rasch steigender Beliebtheit und wurden von den im Underground Press Syndicate lose zusammengeschlossenen Verlagen wie Rip Off Press, und Print Mint in Untergrundmagazinen und Studentenzeitungen der USA und in anderen Ländern weltweit verbreitet. Zeichner der Serie, die die Abenteuer dreier langhaariger Mitglieder der Hippie- und Drogen-Subkultur zum Inhalt hatte, war der US-Amerikaner Gilbert Shelton. Die Publikation der einzelnen Geschichten, deren Länge von einer Seite bis zu mehreren Dutzend variierte, verstreute sich nach dem Einstellen der Rip Off Press auf unterschiedliche Zeitschriften und Magazine. Neue Freak-Brothers-Geschichten sowie Wiederholungen von alten erschienen unter anderem im Playboy, dem Magazin High Times und der Reihe Rip Off Comix. Autor Shelton entwickelte bis 1992 Abenteuer mit seinen drei Hauptfiguren. An der Serie beteiligt waren darüber hinaus Dave Sheridan (1974 bis 1982) und Paul Mavrides (seit 1978); punktuell darüber hinaus auch der deutsche Comiczeichner und Buchautor Gerhard Seyfried. Als Unterreihe der Freak Brothers veröffentlicht wurde zeitweilig auch die Serie Fat Freddys Kater.
Die Serie erschien in diversen Editionen und wurde in verschiedenen Zusammenstellungen neu aufgelegt. Auf der Berlinale 2006 lief der Animationsfilm Grassroots, eine filmische Zusammenfassung einiger Freak Brothers-Abenteuer. Als deutsche Kooperationsfirma hat der Verleih X Filme die Produktion in ihr Sortiment aufgenommen.
2020 wurde eine neue Filmserie unter dem Namen The Freak Brothers aufgelegt.

## Inhalt
Im Mittelpunkt der Serie, die vorwiegend im San Francisco der 1970er Jahre angesiedelt ist, stehen die drei Hippies Phineas, Freewheelin' Franklin und Fat Freddy, deren Tagesablauf sich vorwiegend um die Beschaffung von Drogen beinahe jeglicher Art, Nahrungsbeschaffung bzw. die Finanzierung des Lebensunterhalts im Allgemeinen dreht. Die Vermeidung von herkömmlicher Arbeit im bürgerlichen Sinne ist ein prinzipieller Lebensinhalt der drei Freaks, weswegen sie sich auch in permanenter Geldnot befinden. Meistens in ihrer eher schäbig eingerichteten WG den Tag vertrödelnd, kreist ihr Alltag außerdem häufig um die in Küche und Bad ansässige und stramm militärisch organisierte „Schabenarmee“, welche wiederum vom sehr eigenwilligen Haustier Fat Freddys Kater, der im Verlauf der Reihe eigene Abenteuer in einer eigenen Sub-Serie durchleben durfte, bekämpft wird; weiterhin um Fernsehen, allgemeine, bisweilen berechtigte Paranoia sowie des Öfteren auch um surreal-persönliche Erlebnisse, die sich am Ende als „nur geträumt“ herausstellen.
Es gibt jedoch abweichend von der Hauptserie auch mehrere längere Geschichten, die während einiger Reisen der drei Protagonisten spielen.
Die im typischen, teils slapstickhaften, teils jedoch liebevoll ausgearbeiteten Underground-Comicstil der Sechziger dargestellten Antihelden weisen trotz ihrer gemeinsamen Vorliebe für Drogen, Sex und möglichst wenig Arbeit charakterlich unterschiedliche Züge auf:
- Phineas, der wohl Intelligenteste der Truppe, fungiert als „Cheftheoretiker“ bzw. Kader und markiert den typischen Aussteiger-Szeneintellektuellen. Er stammt ursprünglich aus Austin, Texas, wo er seinem erzkonservativen Elternhaus entfloh. Im Gegensatz zu seinen Kumpanen ist er künstlerisch und kulturell gebildet und an den angenehmen Seiten des Lebens durchaus interessiert. Bei Phineas gehen Bart, Haare und Augenbrauen nahtlos ineinander über. Er trägt eine achteckige Brille und meistens eine Latzhose.
- Der – vergleichsweise – klardenkende Tatmensch Freewheelin' Franklin hingegen ist das Herz der Truppe. Sein Auftreten mit Jeans, Stiefeln, Schnauzbart und Cowboyhut spiegelt die Motorrad-Rocker-Mentalität à la Easy Rider wider. Er ist ein Waisenkind, das niemals mit Sicherheit seine wahren Eltern kennenlernte. Sein Beiname bedeutet „der Sorglose“[4].
- Zum wohl beliebtesten Freak Brother avancierte allerdings der aus Cleveland stammende untersetzte Tollpatsch Fat Freddy, welcher neben der allgemeinen Vorliebe für Cannabisprodukte vor allem an übermäßigem Essen und Trinken interessiert ist. Er trägt meist nur Jeans und Unterhemd und hat abstehende blonde Locken, die direkt in einen Backenbart übergehen. Fat Freddy ist der intellektuell unbedarfteste der drei. Im Lauf der Zeit entwickelt er eine ausgeprägte Persönlichkeit. Freddy hat kaum Skrupel, wenn er nur auf seine Kosten kommt, überschreitet dabei aber bestimmte Grenzen nicht. Er und der WG-Kater sind in mehreren Abenteuern in einer Art Hassliebe miteinander verbunden.
- Mit Fat Freddy's Cat wurde das Spektrum der Komik des Werks nach und nach erheblich erweitert. Durch Sheltons immer ausgefeilter werdenden Zeichenstil erhielt der Kater eine durchweg pantomimische Ausdrucksweise. Sie kommt in vielen Situationskomiken zur Anwendung, anfangs nur als Ausschmückung, später auch in Form eigener Strips.

Neben den aufgeführten Figuren treten in der Serie weitere typische Exponenten und Feindbilder der Subkultur auf: der Notorische Norbert als Undercover-Spitzel des lokalen Drogendezernats, der beinahe ebenso paranoid ist wie die drei Freaks; Freewheelin' Franklins Landkommune-Vetter Country Cowfreak, Dealer McDope und andere. Dominierte in den ersten Jahren der Reihe sowohl inhaltlich als auch zeichnerisch ein vergröberter, holzschnitthafter Persiflage-Stil, wurde die Serie mit den Jahren sowohl in Bezug auf die thematisierten Inhalte als auch in der Gestaltung der Comics etwas „arrivierter“. Der Niedergang der Hippie-Kultur und das Aufkommen anderer, zum Teil konträr orientierter Aussteiger- und Jugendkulturen wie etwa Punk und Disco führte schließlich auch zu Umbrüchen in der Comic-Szene: Auch die klassischen Underground-Comiczeichner mussten zur Kenntnis nehmen, dass unkonventionelle Comic-Reihen Anfang der 1980er nicht mehr automatisch der Subkultur zuzuordnen waren, sondern vielmehr zum Lebensalltag vieler junger (und auch älterer) Erwachsener dazugehörten.

## Veröffentlichungen in Deutschland
In der Bundesrepublik Deutschland wurden die ersten Bände mit Geschichten der Fabulous Furry Freak Brothers von dem in Nürnberg ansässigen UPN Volksverlag herausgebracht. Die Volksverlag-Veröffentlichungen beinhalteten sowohl einzelne Heftchen als auch Sammelbände mit einem größeren, um die 100 Seiten liegenden Volumen. Zwischen 1975 und 1979 verlegte auch der zur gleichnamigen Ladenkette gehörende Verlag Zweitausendeins zwei Sammelbände mit unterschiedlichen Folgen und Episoden der Freak-Brothers. Ab 1987 edierte der Berliner Rotbuch Verlag die Reihe neu und veröffentlichte in den folgenden Jahren insgesamt fünf Paperback-Bände. Einen systematischen, auch zusätzliche Infos zur Entstehung der Serie beinhaltenden Versuch startete 2003 der in Neustadt an der Weinstraße angesiedelte BSE Verlag, der eine stufenweise Werkedition mit rund 4 Bänden pro Jahr anvisierte.
Ins Deutsche übersetzt wurden die Freak Brothers wie auch die Werke anderer amerikanischer Undergroundzeichner und -autoren wie Robert Crumb (Fritz the Cat, Mr. Natural) und Bill Griffith (Zippy the Pinhead, The Toad/Der Kröterich), vor allem von Gerhard Seyfried und Harry Rowohlt; Seyfrieds Arbeit besitzt wie gewöhnlich eine größere Fähigkeit, natürlich klingende deutsche Umgangssprache zu erzeugen, und weist dabei eine bessere Sachkenntnis der im Deutschen verbreiteten Termini technici im Zusammenhang von Drogen und anderen Freizeitaktivitäten der anarchistischen bzw. autonomen Szene auf, während Rowohlts Übersetzungen besondere Stärken aufweisen, sobald Hochsprache, etwa in Form von Literaturzitaten oder juristischen Formulierungen, ins Spiel kommt.

### Hauptreihe
- Freak Brothers (1971, Rip Off Press)
- Die 128 Seiten der Fabulous Furry Freak Brothers & ihrer Freunde (1975, Zweitausendeins)
- Die 7te Reise der Fabulous Furry Freak Brothers (1979, Zweitausendeins)
- Comics für Erwachsene Band 5: Die Freak Brothers (1982, Volksverlag)
- Die Freak Brothers (1982, Volksverlag)
- Die Freak Brothers räumen ab (1982, Volksverlag)
- The Fabulous Furry Freak Brothers (1987–1993, Rotbuch, 5 Bände)
- The Fabulous Furry Freak Brothers in Chaoten auf Achse, (1987, Rotbuch, ISBN 3-88022-723-3)
- The Fabulous Furry Freak Brothers (1989, Gutenberg)
- The Fabulous Furry Freak Brothers, Wunderwarzenschwein und andere Stories aus den Sechzigern (1989, Rotbuch)
- The Best of The Fabulous Furry Freak Brothers (1992, Rotbuch)
- The Fabulous Furry Freak Brothers (ab 2003, BSE Verlag)
- Freak Brothers Gesamtausgabe (ab 2021, avant-verlag)

### Fat Freddys Kater
- Fat Freddys Kater (1978, Zweitausendeins)
- Fat Freddys Kater (1983, Volksverlag)
- Fat Freddys Kater (1986/1990, Rotbuch, 2 Bände)
- Fat Freddy's Kater und der Rattenfänger von Hameln (1993, Rotbuch)

### Kompilationen mit unterschiedlichen Serien
- Mixed Pickles (1988–1989, Semmel-Verlach, 2 Bände)

## Rezensionen
Das US-amerikanische Comics Journal listete 1999  die Langgeschichten The Idiots Abroad der Originalausgaben Nr. 8 bis 10 auf Platz 44 der 100 größten Comics des Jahrhunderts. In seiner Rezension des Nachdruckes The Fabulous Furry Freak Brothers, Volume Two von 2003 lobte Nicholas Lezard in der britischen Zeitung The Guardian: „Die grafische Qualität ist, selbst in der etwas matschigen Reproduktion erstaunlich. Die Darstellungen der verschiedenen europäischen Städte erinnern in ihrer Genauigkeit und Detailtreue an Hergé … Was die Thematik angeht, so ist sie, wenn man die Entstehungszeit bedenkt, kaum veraltet.“

## Rezeption
Die in den späten 1990er Jahren in Wellington gegründete neuseeländische Band Fat Freddy’s Drop hat ihren Namen von Freak Brothers Comics übernommen. Er wurde nach Bandangaben von der Abbildung Fat Freddies Katze auf einigen in Wellington beliebten LSD-Dosen und dem gängigen Slangbegriff „Dropping“ für die Einnahme von LSD, der gleichzeitig auch mehrdeutig als Hinterlassenschaft verstanden werden kann, inspiriert.
An der Universität Le Havre analysierte Claire Bowen die zeitlose Anziehungskraft und aktuelle Relevanz der Freak-Brothers-Comics im Kontext der amerikanischen Gegenkultur der 1970er Jahre. Chiara Polli von der Universität Messina führte semiotische Studien an einer Auswahl italienischer Übersetzungen der Freak-Brothers-Comics durch, wobei sie Isotopien als Schlüsselinstrument für die Analyse der Comic-Übersetzung verwendete.